# Pleurothallis brenneri
Pleurothallis brenneri är en orkidéart som beskrevs av Carlyle August Luer. Pleurothallis brenneri ingår i släktet Pleurothallis och familjen orkidéer. Inga underarter finns listade i Catalogue of Life.